# Загайкевич Марія Петрівна

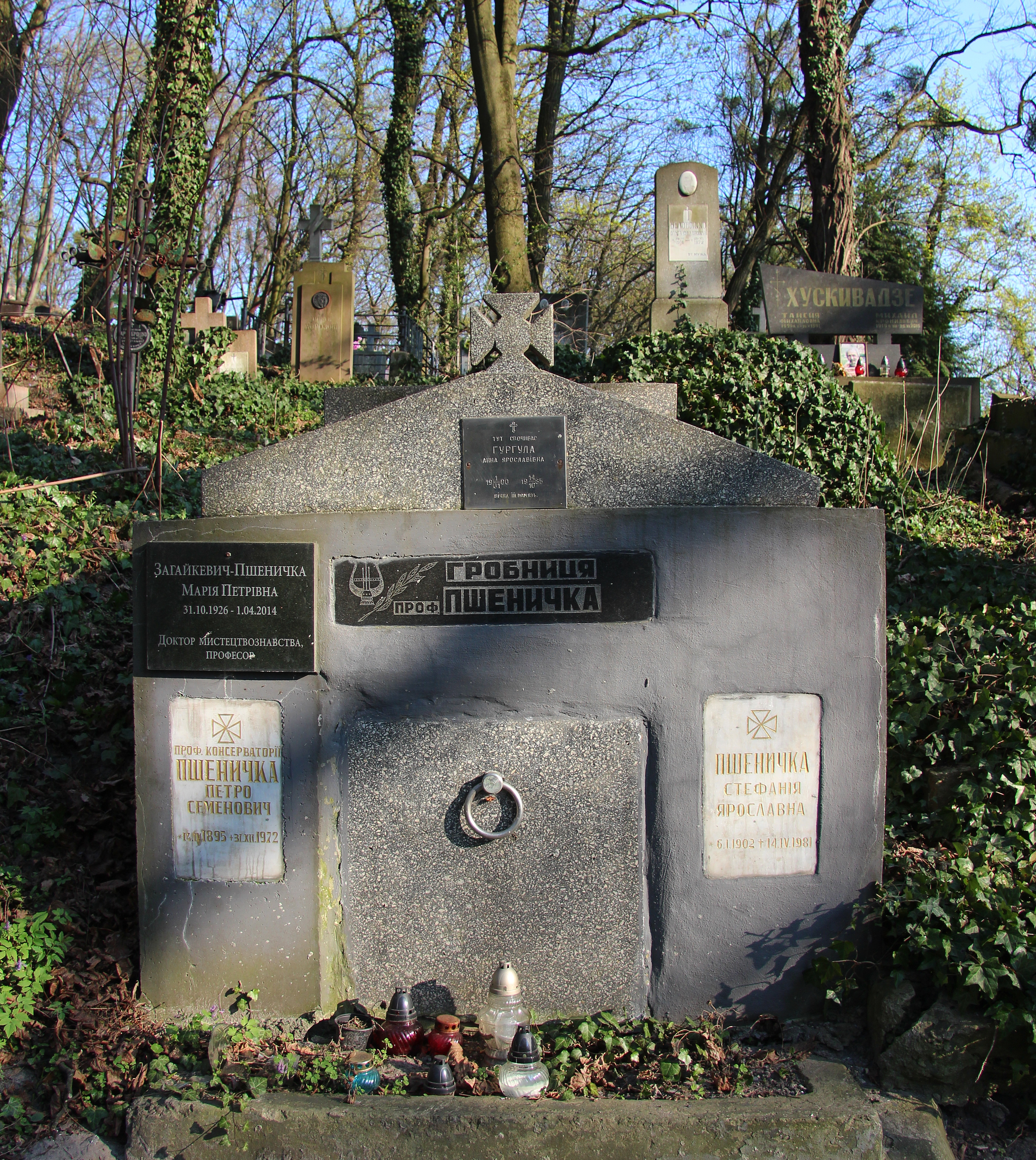

Марія Петрівна Загайкевич (31 жовтня 1926, Львів — 1 квітня 2014) — українська музикознавиця, провідна наукова співробітниця Інституту мистецтвознавства, фольклористики та етнології імені М. Т. Рильського НАН України. Доктор мистецтвознавства (1982). Професорка (1995).

## Біографія
Народилась 31 жовтня 1926 року у Львові в родині музикантів — віолончеліста Петра Пшенички та піаністки Стефанії (з Ґурґулів). Навчалась у «Рідній школі» імені Т. Шевченка, у 1941—1944 роках — в Академічній гімназії та одночасно вивчала гру на фортепіано у Вищому музичному інституті імені М. Лисенка (клас Романа Савицького). 1950 року закінчила фортепіанний факультет Львівської державної консерваторії імені М. Лисенка (клас професора Тараса Шухевича), 1954 року — аспірантуру Інституту мистецтвознавства, фольклористики та етнології АН УРСР у Києві. 1954 року захистила кандидатську дисертацію на тему «Творчість С. Людкевича».
З 1955 року — молодший, з 1958 — старший науковий співробітник ІМФЕ. З 1959 — членкиня Спілки композиторів України (голова музикознавчої комісії, членкиня правління). 1981 року захистила докторську дисертацію на тему «Украинское балетное творчество (Проблемы драматурги и развития жанра)». З 1986 року була провідним співробітником ІМФЕ. 1995 року отримала звання професора.
У колі наукових зацікавлень: історія української музики ХІХ–ХХ ст.; українська балетна творчість; тема «Письменник і музика» (творчі портрети сучасних українських композиторів).
Похована у родинній гробниці на 33 полі Личаківського цвинтаря.

## Праці
- «С. П. Людкевич» (1957)
- «Іван Фронко і українська музика» (1958)
- Музичне життя Західної України другої половини ХІХ ст. (1960)
- «М. Вербицький» (1961)
- Українська балетна музика (1969)
- «Левко Колодуб» (1973)
- «Драматургія балету» (1978)
- Музичний світ Великого Каменяра (1986)
- Богдана Фільц: Творчий портрет (1992)
- Українсько-польські мистецькі взаємини: колективна монографія (1998, у співавторстві з О. Кашубою, Р. Пилипчуком та О. Федоруком)
- Михайло Вербицький: Сторінки життя і творчості (1999)
- Богдана Фільц (2003)

## Відзнаки
Лауреат премії ім. М. Лисенка (2000).